# Cai Xiang
Cai Xiang (Chinees: 蔡襄; Pinyin: Cài Xiāng) (1012–1067), zijn omgangsnaam was Junmo (君谟), zijn postume naam Zhonghuei. Hij was een Chinese kalligraaf, politicus, ingenieur, en dichter. Hij had de reputatie de grootste kalligraaf van de Song-dynastie te zijn.
Rond zijn 18e behaalde hij de Jinshi-graad (letterlijk: “gevorderde geleerde”). Zijn hoogste rang was Secretaris aan het Duanming hof, met als werk de geschreven communicatie van de keizerlijke regering. Daarna was hij Officier van Transport (Duanmingdian Xueshi) in Fujian. Later was hij verantwoordelijk voor het toezicht op de bouw van de Wa’an brug bij Quanzhou.
Hij begon als eerste met het maken van een nieuw merk (Draken Eer Thee Cake) samengeperste thee van superieure kwaliteit, volgens reputatie moeilijker te verkrijgen dan goud.

## Werk
Een van zijn meest bekende publicaties is zijn “Notitie over Thee” (1049 - 1053), Hierin vertelt hij in detail over de behandeling van thee. Ook is hij een van de eersten die gedocumenteerd schrijft over Jian keramiek, gemaakt in Jianyang. Ander werk van hem:
- Kalligrafie: Wa’an brug tablet
- Poëzie: Verzameld werk van Cai Zhonghuei
- Brief: Brief over Cheng Xin Tang Papier

## Citaat uit Notitie over Thee
“Thee is van lichte kleur en ziet er het mooist uit in zwarte kommen. De kommen, gemaakt in Jianyang, zijn van een blauwachtig zwart, gemerkt als de huid van een haas. Zijnde van een zekere dikte, houden zij de warmte vast, zodat eens verwarmt zij erg langzaam afkoelen, en zij hiervoor extra worden gewaardeerd. Geen van de kommen ergens anders geproduceerd kan zich hiermee meten. Blauwe en witte kommen worden niet gebruikt door hen die theeproeverijen geven.”
- Bibliothèque nationale de France: cb171702516 (data)
- CiNii: DA03510411
- Gemeinsame Normdatei: 173758584
- International Standard Name Identifier: 0000 0001 2211 1279
- Library of Congress Control Number: n81013256
- Bibliotheek van het Japanse parlement: 00347334
- Nationale bibliotheek van Australië: 36603434
- Nederlandse Thesaurus van Auteursnamen: 153777982
- Réseau des bibliothèques de Suisse occidentale: 02-A003068732
- Trove: 1320470
- Union List of Artist Names: 500315265
- Virtual International Authority File: 53002190
- WorldCat: E39PBJdh737B88w9QmxvfX7WDq